# Kanzler (cépage)
Le kanzler est un cépage de cuve allemand de raisins blancs.

## Origine et répartition géographique
Le cépage est une obtention de Georg Scheu dans l'institut Landesanstalt für Rebenzüchtung à Alzey. L'origine génétique est vérifiée : c'est un croisement des cépages müller-thurgau x sylvaner réalisé en 1927. Le cépage est autorisé dans de nombreux Länder en Allemagne. La superficie plantée est en régression passant de 55 hectares en 1994 à 25 hectares en 2019.

## Caractères ampélographiques
- Extrémité du jeune rameau aranéeux, presque glabre
- Feuilles adultes, 3 à 5 lobes, avec un sinus pétiolaire fermé à lobes superposés

## Aptitudes culturales
La maturité est de première époque tardive : 5 - 6 jours après le chasselas.

## Potentiel technologique
Les grappes sont petites à moyennes et les baies sont de taille moyenne à grosse. La grappe est cylindrique, ailée et moyennement compacte. Le cépage est de bonne vigueur mais peu fertile. Il est légèrement sensible à la pourriture grise. Le cépage donne des vins blancs de bonne qualité qui s’améliore en bouteille pendant 2 – 3 ans. En vendange tardive, la qualité des vins est élevée.

## Synonymes
Le  kanzler est connu sous le sigle AZ 3983